# Yulie Ruth
Julio César Rutigliano (Buenos Aires, Argentina, 26 de julio de 1966) más conocido por su seudónimo Yulie Ruth es un bajista y guitarrista argentino de country, rock y blues. Fue parte de grandes bandas del rock argentino como Pappo's Blues y Alakrán y desde el año 2000 formó su banda Yulie Ruth & las Ruedas del Sur con la que lleva editados 10 álbumes.

## Biografía
Nació en Buenos Aires en 1966 pero se crio en Bernal, en una familia de clase media.
Fue probado para entrar en Hellion en 1985. Posteriormente ingresaría a Alakrán, banda en la que se afianzaría durante 10 años. Participó en la primera formación de Rata Blanca. Un día mientras realizaba un concierto, apareció Pappo a su camarín y lo llama para unirse a Pappo's Blues, como lo cuenta él en una entrevista que tuvo con la revista VOS:

Pappo me vino a buscar al camarín cuando yo era bajista de Alakrán. Pateando la puerta, fiel a su estilo, me dijo “pibe, vos a vas a tocar conmigo el sábado que viene”. Durante esa semana hablamos por teléfono y le pregunté “¿Cuándo ensayamos?” y me respondió ¡Qué! ¿No conocés mis temas?” Todo con esa voz de ultratumba que electrizaba pero que tanto extraño ahora. Pappo era un hombre que, de regreso de las giras, no volvía a descansar sino que partía a nuevos horizontes como un soñador motoquero. Lamento muchísimo que la vida haya sido tan corta para alguien que tenía todo para dar. En fin, qué complejo es desafiar al destino. Pappo era un embajador en su estilo, un fuera de serie.
Yulie Ruth.

Luego de este encuentro con Pappo, lo siguió acompañando en su proyecto solista desde 1990 hasta su fallecimiento en 2005, con esta formación grabó Blues Local y Buscando un amor donde se convierte en una pieza importante para la realización de los arreglos y la producción de ambos discos. En este último disco se encuentra la canción más conocida de Yulie Ruth, Juntos a la par que había escrito en los años 80', pero fue Pappo, quien la popularizó masivamente. En el año 2000 conocería a la que finalmente fue su esposa en 2011, Vane Ruth, destacada artista de música country con quien llevó adelante y hasta la fecha su proyecto de música country en español y tuvieron una hija llamada Azul Merlina (el segundo nombre de la niña es en honor a Merle Haggard, referente musical del matrimonio Ruth). Grabó 10 álbumes con su banda Yulie Ruth & las Ruedas del Sur con la cual recorre el país.
Ruth es zurdo, aunque toca la guitarra y el bajo sin invertir las cuerdas, como en el caso de músicos como Dick Dale u Otis Rush.

## Carrera solista
Su primer disco solista se llamó El country vino para quedarse (2005) el cual fue editado por su propio sello (El Lazo Discos). Luego, en 2006 lanzó su segundo álbum llamado Yodels, continuó con Renegado (2008), álbum que cuenta con la participación de Antonio Birabent. Luego en Tan lejos de Texas (2010), no solo lleva composiciones del músico, sino también clásicos del country, adaptados al castellano. En este disco lo acompañaron músicos de primera línea como Mickey Raphael (armonicista de Willie Nelson), Tommy Butler, Jeff Colson, Skeeter Wolfe, Franz Pink y Vane Ruth en los duetos "Tan Lejos de Texas" y "Niña mimada". 
En mayo de 2012 editó su quinto álbum de estudio. Countryfan (2012) cuenta con 12 clásicos del country cantados en inglés. Participan como invitados Tommy Butler, William Litaker, la violinista suiza Sophie Lussi, el cantante mexicano Randy Río, Vane Ruth y otros artistas argentinos. En junio de 2014 edita Retro (2014), compuesto por 12 canciones, entre ellas "Who´s Sorry Now?", a dúo con la texana Elizabeth McQueen. En 2015, bajo la producción de Vane Ruth, editó Poetas de Overall donde invitó a Fernando Goin a compartir duetos. El 20 de octubre de 2017 sale a la venta Llévame, disco original que incluye el tema "Azulita Boogie", grabado a dúo con Vane Ruth y dedicado a Azul, la hija que tienen en común y en el cual participa la estrella del Western swing Ray Benson. En 2019 lanza su álbum titulado Como un Outlaw bajo la firma Acqua Récords y le sigue en 2023 "Más Pasto para mi Caballo". 